# José Miguel Gallardo
José Miguel Gallardo (ur. 1897, zm. 1976) – amerykański polityk, w latach 1940–1941 dwukrotnie pełnił urząd tymczasowego gubernatora Portoryko, znajdującego się wówczas pod administracją kolonialną Stanów Zjednoczonych.

## Życiorys
Urodził się w 1897 roku.
Po raz pierwszy sprawował urząd gubernatora Portoryko od 28 listopada 1940, kiedy to zastąpił na stanowisku Williama Daniela Leahy’ego, do 3 lutego 1941. Jego następcą został Guy J. Swope, który sprawował swój urząd do 24 lipca 1941. Gallardo  po raz drugi został tymczasowo gubernatorem i pełnił tę funkcję aż do przekazania obowiązków Rexfordowi Tugwellowi 19 września 1941.
Zmarł w 1976 roku.